# Гаркер-Поїнт

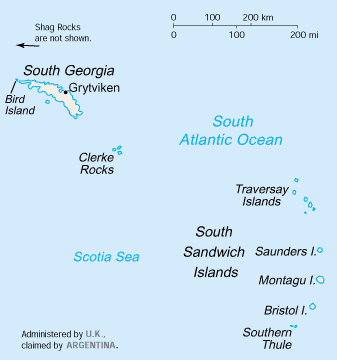
Південна Джорджія та Південні Сандвічеві острови

Гаркер-Поїнт утворює крайню південну частину острова Бристоль у Південних Сандвічевих островах. Хоча острів був відкритий британською експедицією під керівництвом Джеймса Кука в 1775 році, Гаркер-Поїнт не мав назви, поки в 1930 році його не дослідила команда співробітників Комітету відкриттів. 